# Lucius Sergius Fidenas (Konsul 437 v. Chr.)
Lucius Sergius Fidenas war ein römischer Politiker im 5. Jahrhundert v. Chr. und gehörte zur patrizischen gens Sergia. Er war zwei Mal Konsul, 437 v. Chr. mit Marcus Geganius Macerinus und 429 v. Chr. mit Hostus Lucretius Tricipitinus, und drei Mal Konsulartribun (433, 424 und 418 v. Chr.).
Sein vollständiger Name ist in den Fasti Capitolini und bei Titus Livius überliefert., bei Diodor nur an einer Stelle, ansonsten erwähnt Diodor Sergius Fidenas immer nur ohne Cognomen. Das Cognomen scheint historisch zu sein, Livius bringt seine Entstehung in Verbindung mit dem Krieg gegen Fidenae. Die Annahme Robert Maxwell Ogilvie, das Cognomen „Fidenas“ lasse den Schluss zu, die gens stamme aus der Stadt Fidenae, ist äußerst spekulativ.
Im Jahre 428 v. Chr. soll Sergius Fidenas zusammen mit Quintus Servilius Priscus Fidenas und Mamercus Aemilius die Teilnahme von Fidenae an einem Kriegszug Vejis gegen Rom untersucht haben.
Sein Sieg im ersten Konsulat 437 v. Chr. und die Niederlage eines römischen Heeres unter seiner Führung gegen die Aequer im Jahre 418 v. Chr. können wohl als historisch angesehen werden.